# Корочанская, Ефросинья Сидоровна
Ефросинья Сидоровна Корочанская (укр. Єфросинія Сидорівна Корочанська; 1917 — не позже 2008) — советская деятельница сельского хозяйства. Звеньевая свеклосовхоза «Фёдоровский» в Великобурлукском районе Харьковской области. Герой Социалистического Труда.

## Биография
Ефросинья Корочанская родилась в 1917 году на территории современной Ольховатской сельской общины, по этническому происхождению русская. Получила начальное образование. В 1932 году, начала работать в свеклосовхозе «Фёдоровский», главная усадьба которого находилась в посёлке Фёдоровка. В 1947 году возглавила звено по выращиванию свёклы, а в следующем году её звено собрало большой урожай — 25 центнера семян сахарной свёклы на общей площади в 17 гектар.
За «получение рекордного урожая семян сахарной свёклы», Президиум Верховного Совета СССР указом от 29 августа 1949 года удостоил Ефросинию Корочанскую звания Героя Социалистического Труда с вручением ордена Ленина и медали «Серп и Молот». В 1953 году вступила в КПСС. По состоянию на 2008 год она уже была похоронена в посёлке Курганное.

## Награды
- Герой Социалистического Труда (29.08.1949)
- орден Ленина (29.08.1949)
- медаль «Серп и Молот» (29.08.1949)
- медали